# Louvie-Juzon
Louvie-Juzon è un comune francese di 1 143 abitanti situato nel dipartimento dei Pirenei Atlantici nella regione della Nuova Aquitania.

## Società

### Evoluzione demografica
Abitanti censiti